# Al-Arid
Al-Arid és una regió del centre del Najd, a l'Aràbia Saudita.
Antigament s'aplicava a tota la cadena muntanyosa de Tuwayk i modernament s'ha restringit més aviat cap a la seva part central. El territori està creuat pel Wadi Hanifa (antigament al-Ird) que corre uns 160 km abans de desaiguar a al-Sahba prop de la ciutat d'Al-Yamana. Les ciutats principals són Al-Uyayna (lloc de naixement de Muhammad Abd al-Wahhab, fundador de la secta wahhabita), Al-Djubayla, Al-Diriyya (primera capital saudita), Manfuha, Al-Hair, i sobretot Ryad, la capital del país.
El territori està poblat per les tribus Subayl, Suhil i Kurayniyya.